# AgResearch
Die AgResearch Limited ist das größte von acht neuseeländischen Crown Research Institutes.
Das Institut ist tätig in den Schwerpunkten Landwirtschaft, angewandte Biotechnologie und Nahrungsmittel sowie Textilien. Nachhaltigkeit und Wohlstand in den Bereichen Agrarwirtschaft und Biotechnologie durch den Einsatz von Technologie und Wissenschaft zu schaffen, ist die Mission, die sich das Institut selbst gegeben hat.
Als Vision verfolgt man in enger Zusammenarbeit mit der Industrie das Ziel, eine Wertsteigerung von 100 % in der Produktion von Milchprodukten, in der Fleischproduktion und in der Herstellung von Textilien, durch die Halbierung der Produktionskosten bis 2020 zu erreichen und Neuseeland frei von Seuchen zu machen.

## Sitz
Der Hauptsitz des Instituts mit dem Forschungszentrum Ruakura Research Institute befindet sich in Hamilton. Drei weitere Forschungszentren gibt es mit dem Grasslands Research Institute in Palmerston North, dem Lincoln Research Institute in Christchurch und dem Invermay Agricultural Centre in Mosgiel, Dunedin. Forschungskooperationen gibt es mit dem Hopkirk Research Institute in Palmerston North, dem National Centre for Biosecurity and Infectious Disease (NCBID) in Wallaceville, Upper Hutt und der Molecular Biology Unit der University of Otago in Dunedin. Des Weiteren betreibt AgResearch derzeit 15 Forschungsfarmen, verteilt über das gesamte Land.

## Geschichte
In den 1980ern begann die neuseeländische Regierung die Bereiche Forschung und Wissenschaft neu zu strukturieren. 1989 wurde dafür das Ministry of Research, Science and Technology (Ministerium für Forschung, Wissenschaft und Technologie) mit dem Ziel geschaffen, die Regierung zu beraten, Entscheidungsprozesse vorzubereiten, Mittelvergaben zu priorisieren und die Erfolgskontrolle einzuführen. Doch damit nicht genug. Man wollte für unterschiedliche Aufgabenbereiche einzelne Institute schaffen, die unter Regierungsaufsicht eigenständig und eigenverantwortlich wirtschaften, mit eigenen Richtlinien und Regeln arbeiten und erfolgsbezogen öffentliche und privatwirtschaftliche Aufträge erledigen.
Mit dem Crown Research Institutes Act 1992 wurden zu diesem Zweck zunächst zehn Crown Research Institutes gegründet, von denen heute noch acht Institute existieren. AgResearch Limited, welches bis zum 30. Oktober 2000 noch New Zealand Pastoral Agriculture Research Institute Limited hieß, ist eines davon.
Mit dem Companies Act 1993 wurden alle Institute zu Gesellschaften mit beschränkter Haftung (Limited) umgewandelt.
Das AgResearch ist heute, wie alle anderen Crown Research Institutes auch, der Crown Company Unit (kontrollierende und beratende Abteilung) des Finanzministeriums und dem verantwortlichen Minister für Forschung, Wissenschaft und Technologie unterstellt. Beide verantwortlichen Minister werden auch jeweils immer als Shareholder der acht Crown Research Institutes registriert.

## Unternehmensbeteiligungen
AgResearch Limited besitzt folgenden Tochterunternehmen mit 100 % Beteiligung:
- AgResearch Strategic Investment Limited, gegründet am 13. September 2002.
- AgResearch Shelf Four Limited, gegründet am 13. September 2002.
- AgResearch (PPGR Consortia) Limited, gegründet am 13. September 2002.
- AgResearch (Pastoral Genomics Consortia) Limited, gegründet am 13. September 2002.
- AgResearch (Mear Biologics Consortia) Limited, gegründet am 13. September 2002.
- AgResearch (Johnes Disease research Consortium) Limited, gegründet am 1. August 2003.
- Celentis Limited, in Hamilton, gegründet am 11. April 1996.
- Grasslanz Technology Limited, in Hamilton, gegründet am 3. September 2003. (gehört zu 100 % Celentis Limited)
- AgResearch (USA) Limited, gegründet am 11. August 1998. (gehört zu 100 % Grasslanz Technology Limited)
- Covita Limited, in Hamilton, gegründet am 7. März 2002.
- Phytagro New Zealand Limited, in Hamilton, gegründet am 8. Dezember 2006.
- Paraco Technology Limited, in Hamilton, gegründet am 12. Oktober 2001.

und hält zahlreiche weitere Beteiligungen an anderen Unternehmen, die nicht Mehrheitsbeteiligungen darstellen.